# Karoshi
Karoshi (過労死, karōshi), que pode ser traduzido literalmente do japonês como "morte por excesso de trabalho", é a morte súbita ocupacional. Embora esta categoria seja abrangente, o Japão é um dos poucos países que relatam estes casos nas estatísticas em uma categoria separada. As principais causas médicas das mortes pelo karoshi são ataque do coração e derrame devido a estresse.

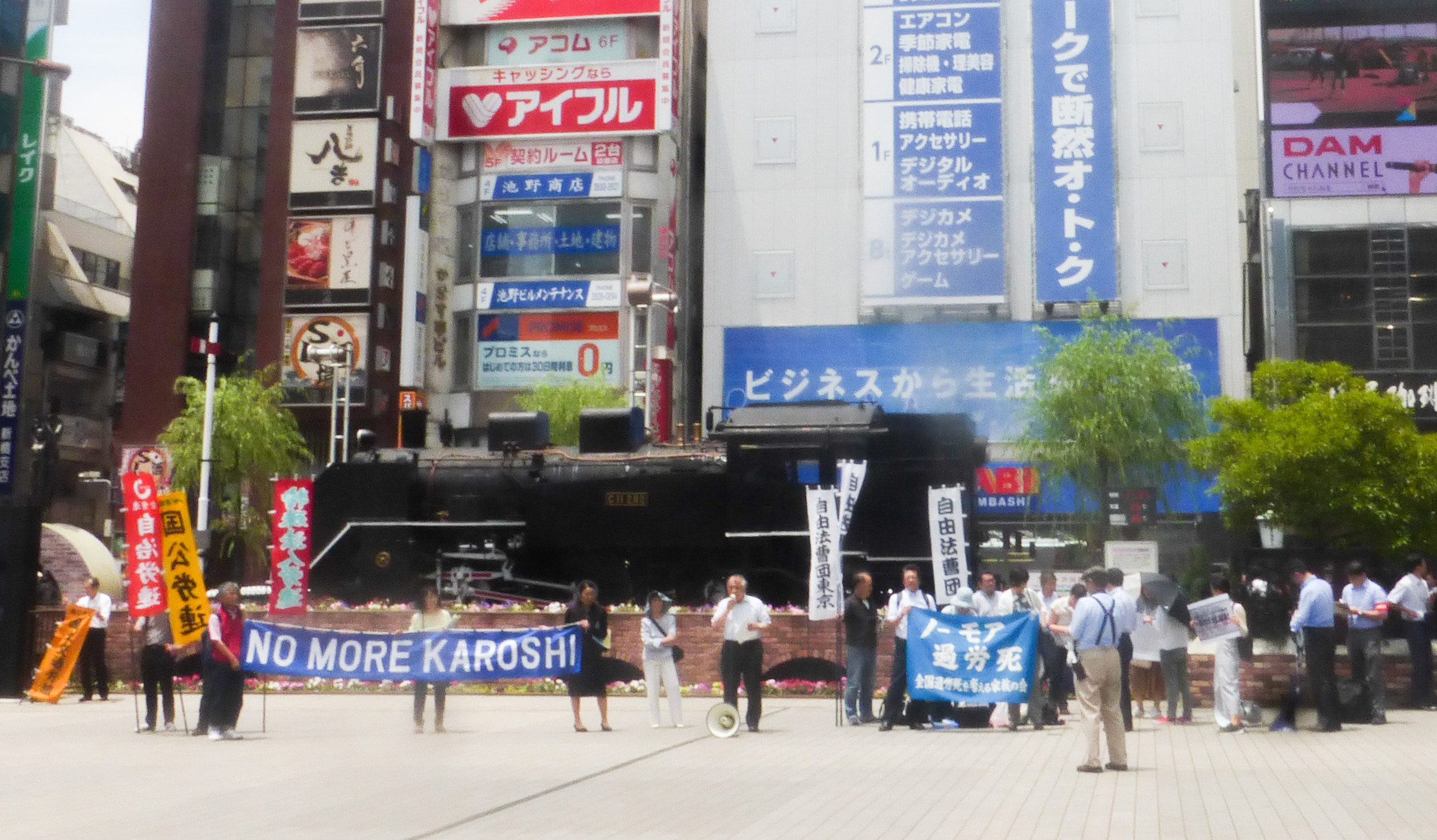
Um protesto pelo fim do Karoshi em Tóquio, 2018

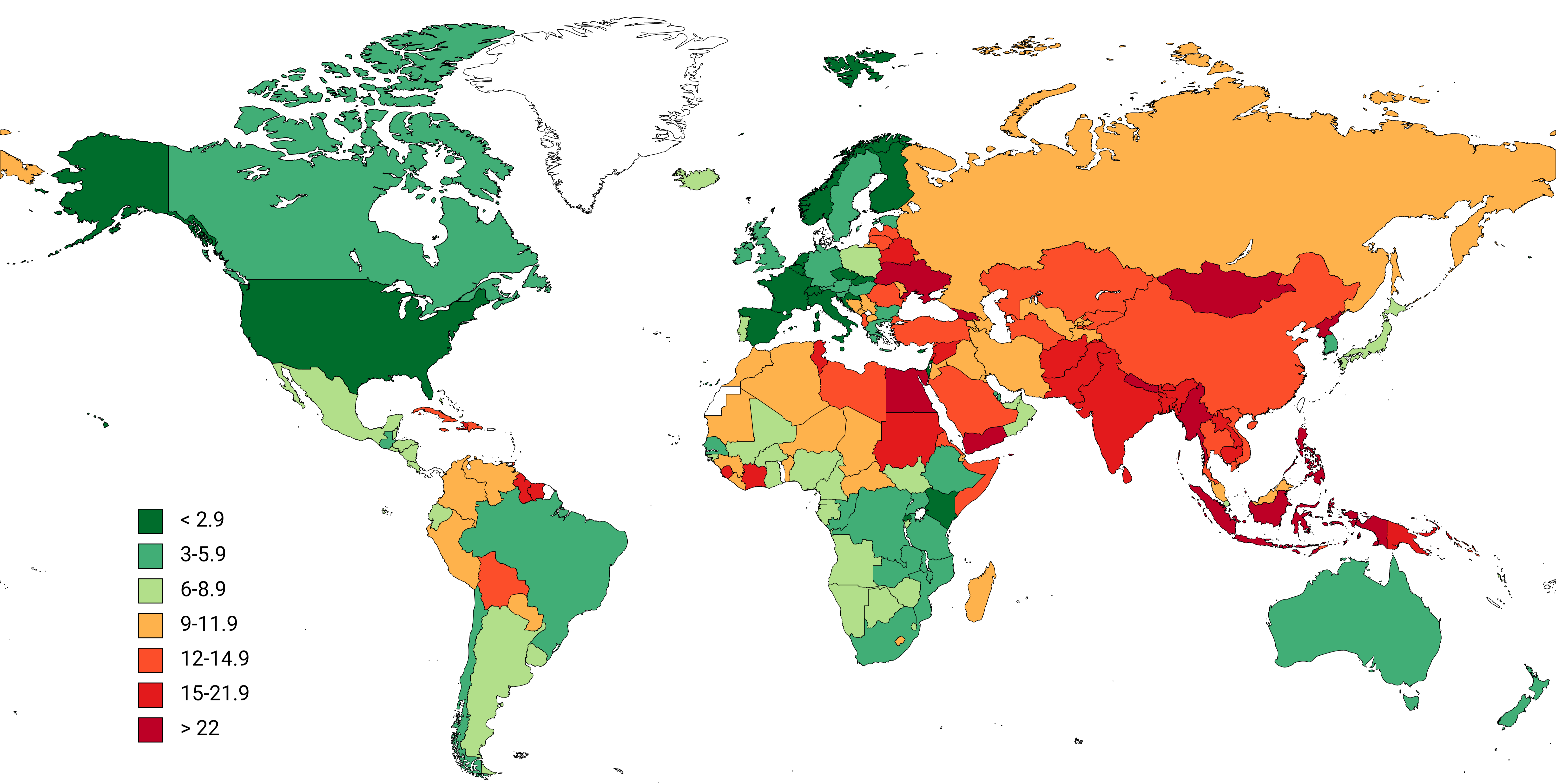
Mortes devido a longas jornadas de trabalho a cada 100 000 pessoas (maiores de 15 anos)

O primeiro caso de karoshi foi relatado em 1969 com a morte relacionada a derrame de um trabalhador homem de 29 anos no departamento de remessa da maior companhia de jornal do Japão. A partir do final da década de 1980, durante a bolha econômica, no entanto, quando alguns executivos de alto nível que estavam ainda em seus primeiros anos subitamente morriam sem qualquer sinal prévio de doença, que a mídia começou a prestar atenção no que parecia ser um novo fenômeno. Este novo fenômeno foi rapidamente chamado de karoshi e foi imediatamente visto como uma nova e séria ameaça às pessoas na força de trabalho. Em 1987, com o aumento da preocupação pública, o Ministério da Saúde, Trabalho e Bem-Estar do Japão começou a publicar estatísticas sobre o karoshi.
A ascensão do Japão da devastação da Segunda Guerra Mundial para o destaque econômico das décadas do pós-guerra é considerada como o gatilho para o que tem sido chamado de nova epidemia. Reconhece-se que os empregados não podem trabalhar mais de doze horas por dia, seis ou sete dias por semana, ano após ano, sem sofrer física e mentalmente. Uma pesquisa recente descobriu que um trabalhador japonês trabalha "a mais" aproximadamente duas horas por dia na média. É comum o trabalho extra não ser pago.

## Casos
A Organização Internacional do Trabalho (OIT) possui um artigo sobre “karoshi”. No artigo, são mencionados quatro casos típicos que causariam o karoshi:
1. A pessoa trabalha em uma grande companhia processadora de salgadinhos por 110 horas por semanas (não por mês) e morreu de um ataque cardíaco com 34 anos de idade. Sua morte foi aprovada como relacionada ao trabalho pelo Departamento de Padrões do Trabalho.
2. Uma certa pessoa, motorista de ônibus, cuja morte também foi aprovada como relacionada ao trabalho, trabalhou mais de 3 000 horas em um ano. Ele não teve nenhum dia de folga nos 15 dias antes de ter um derrame com 37 anos de idade.
3. Uma certa pessoa trabalhava em uma grande companhia de impressão em Tóquio por 4 320 horas em um ano, incluindo trabalho noturno, e morreu de um derrame com 58 anos. Sua viúva recebe uma compensação 14 anos após a morte do marido.
4. Uma enfermeira de 22 anos morreu de um ataque cardíaco após 34 horas de trabalho contínuo, cinco vezes em um mês.

Bem como a pressão física, o estresse mental do local de trabalho também pode causar o karoshi. Pessoas que cometem suicídio devido ao estresse mental são chamadas de “karojisatsu.” A OIT também lista alguns casos de excesso de trabalho ou estresse ocupacional, incluindo os seguintes:
1. Trabalho por toda noite, mesmo em feriados, por excessivas horas. Durante a recessão econômica após o colapso da bolha econômica na década de 1980 e 1990, muitas empresas reduziram o número de empregados. O montante total de trabalho, no entanto, não diminuiu, forçando cada empregado a trabalhar mais.
2. O estresse acumulado devido à frustração de não ser capaz de alcançar as metas definidas pela companhia. Mesmo na recessão econômica, as companhias tendem a demandar esforços de venda excessivos para seus empregados e exigem que eles atinjam melhores resultados. Isto aumentou a pressão psicológica sobre os empregados.
3. Demissão forçada, destituição e bullying. Por exemplo, empregados que haviam trabalhado para a empresa por muitos anos e acreditavam que eles eram leais à empresa, foram subitamente forçados a se demitirem devido à necessidade de corte de pessoal

## Efeitos sobre a sociedade
Muitos estarão preparados para trabalhar por horas extras não pagas até um ponto em que seus colegas mais jovens pedirão pra sair quando um trabalho é muito extenuante. Em alguns casos, foi provado que as firmas estavam cientes da falta de saúde de seu empregado.
Enquanto isso, processos por excesso de trabalho estavam aumentando no Japão, com os parentes das pessoas falecidas demandando pagamentos de compensação. No entanto, antes de a compensação ser reconhecida, o departamento de inspeção do trabalho deve reconhecer a morte como relacionada ao trabalho. Visto que isto pode levar muitos anos em processos judiciais custosos e demorados, muitos não demandam o pagamento.

## Resposta corporativa
Um grande número de empresas têm feito um esforço para encontrar um equilíbrio melhor entre vida pessoa e trabalho para seus empregados. A Toyota, por exemplo, hoje geralmente limita o trabalho extra a 360 horas extras por ano (uma média de 30 horas mensais) e em alguns escritórios emite anúncios a toda hora após as 7 da noite, apontando a importância do descanso e insistindo a seus trabalhadores para irem para casa. A Nissan oferece teletrabalho aos seus empregados para tornar mais fácil cuidar de crianças e parentes idosos. Dezenas de grandes corporações também implementaram "dias sem hora extra", que exigem que os empregados deixem o escritório pontualmente às 5:30 da tarde. No entanto, como sua carga de trabalho é muito alta, poucos trabalhadores podem realmente tirar vantagem disso, optando por permanecer no escritório com as luzes desligadas ou simplesmente levando seu trabalho para casa (o que se chama furoshiki ou "horas extras camufladas").
Em 2007, a  Mitsubishi UFJ Trust & Banking, uma divisão do maior grupo bancário do Japão, começou a permitir a seus empregados irem para casa até três horas mais cedo para cuidar de crianças ou parentes idosos. Em 5 de janeiro de 2009, apenas 34 dos 7 000 empregados haviam se inscrito para o plano.
O problema com as horas extras não pagas nas empresas é que a hora extra simplesmente não é registrada em muitos casos. A regulamentação do trabalho limita o montante de hora extra, então, para não contradizer a legislação do trabalho, fala-se para os trabalhadores não registrarem as horas extras, visto que isto poderia ser considerado uma ação ilegal por parte da empresa. Os próprios trabalhadores muitas vezes racionalizam isto atribuindo o trabalho extra com a falta de capacidade de sua parte, descrevendo uma falta de familiaridade com o trabalho, não sendo treinado o suficiente" como a causa para eles não serem capazes de terminar em um prazo menor. Em geral, o trabalho extra é algo que é aceito como parte do trabalho, e protestos contra isto são raros, com medo da reação dos colegas, superiores e mesmo familiares e amigos. "Seken" (世間), ou o "olhar público" (as opiniões de outros sobre o comportamento de alguém) é um fato forte para isto. É seguro assumir que a maioria das estatísticas sobre horas extras nas empresas japonesas não são precisas, visto que as horas extras não são registradas em muitos casos. Não é incomum para muitos empregados japoneses trabalhar até 2 ou 3  horas da manhã e estarem de volta às 9 da manhã. Em alguns casos (especialmente em subsidiárias de grandes companhias listadas, que têm de lidar com a pressão das empresas controladoras, que geram margem através da exploração de afiliadas), relata-se que os empregados trabalharam 300 horas extras em um único mês. Essas estatísticas são, em quase todos os casos, não oficiais e a maioria dos empregados nunca fariam tais declarações para autoridades ou a imprensa.

## Atenção da mídia
O canal de TV franco-alemão Arte mostrou um documentário chamado "Alt in Japan" (Velho no Japão) em 6 de novembro de 2006 tratando sobre os trabalhadores idosos no Japão. Em 2008, o karoshi novamente ganhou as manchetes: uma morte em 2006 de engenheiro importante da Toyota que fez mais de 80 horas na média por mês foi mostrado como um resultado do excesso de trabalho. Sua família recebeu benefícios após o seu caso ser revelado.
A mídia de Taiwan também relatou um caso de karoshi. Um engenheiro que trabalhava na Nanya Technology por 3 anos de 2006 a 2009 foi encontrado morto em frente de seu computador, que estava cercado por documentos da empresa. Os procuradores descobriram que o engenheiro morreu de choque cardiogênico. Os pais do engenheiro disseram que ele trabalhava de 16 a 19 horas por dia.